# Monasterio de la Ascensión de Nuestro Señor (Lerma)
El monasterio de la Ascensión de Nuestro Señor, también llamado Convento de Santa Clara, es un cenobio actualmente sin actividad religiosa. El monasterio está situado en la plaza de Santa Clara de Lerma (provincia de Burgos, Castilla y León, España). 

## Historia
Fue el primer convento que se construyó en la localidad, en el año 1604, fundado por doña Mariana de Padilla Manrique, esposa de Cristóbal Gómez de Sandoval y de la Cerda y nuera del duque de Lerma. En una de las capillas del claustro, en 1610, fue bautizada la infanta Margarita Francisca, hija de Felipe III, que fallecería tempranamente en 1617. 
Estuvo regido desde su fundación por monjas franciscanas clarisas pero en diciembre de 2010 el monasterio pasó a ser una de las sedes del nuevo instituto religioso denominado Iesu Communio, en el que se confirmó como superiora general a Sor Verónica. Actualmente, en el edificio no reside ninguna comunidad religiosa.

## Iglesia
La fachada es austera; tiene una puerta con pilastras y blasones de los Padilla, Sandoval y Rojas. La espadaña es barroca con dos huecos y volutas.
Consta de una nave con crucero y cripta para enterramiento de la comunidad. Se pueden ver en el templo cinco lienzos de Bartolomé Carducho. Detrás de la verja de clausura hay buenas obras de arte (bustos-relicario del siglo XVII). 
El retablo tiene columnas lisas con capiteles corintios y un relieve central romanista con la Ascensión, flanqueado por Santa Clara y San Francisco. En el ático, un Calvario.

## Galería

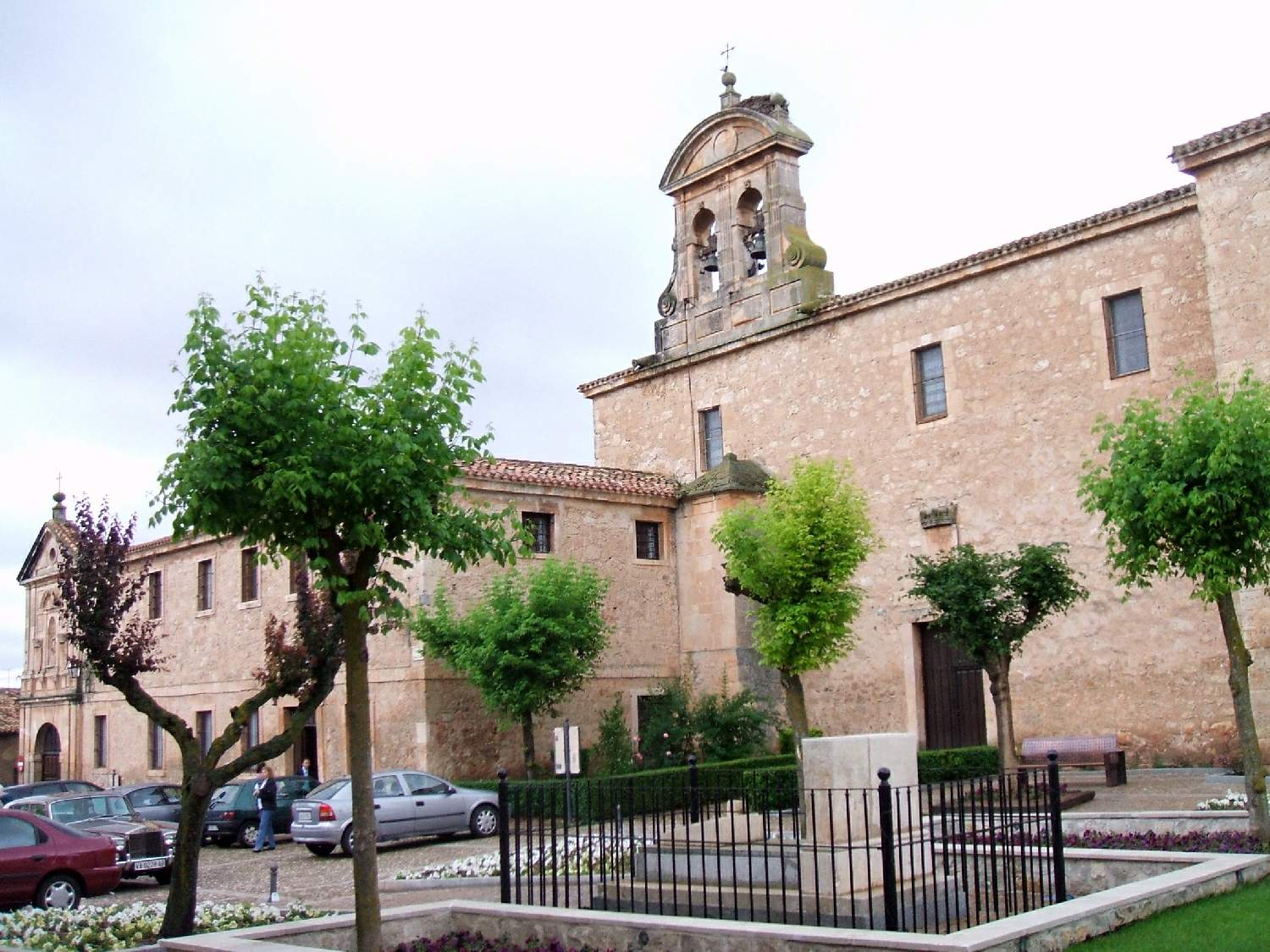
Exterior
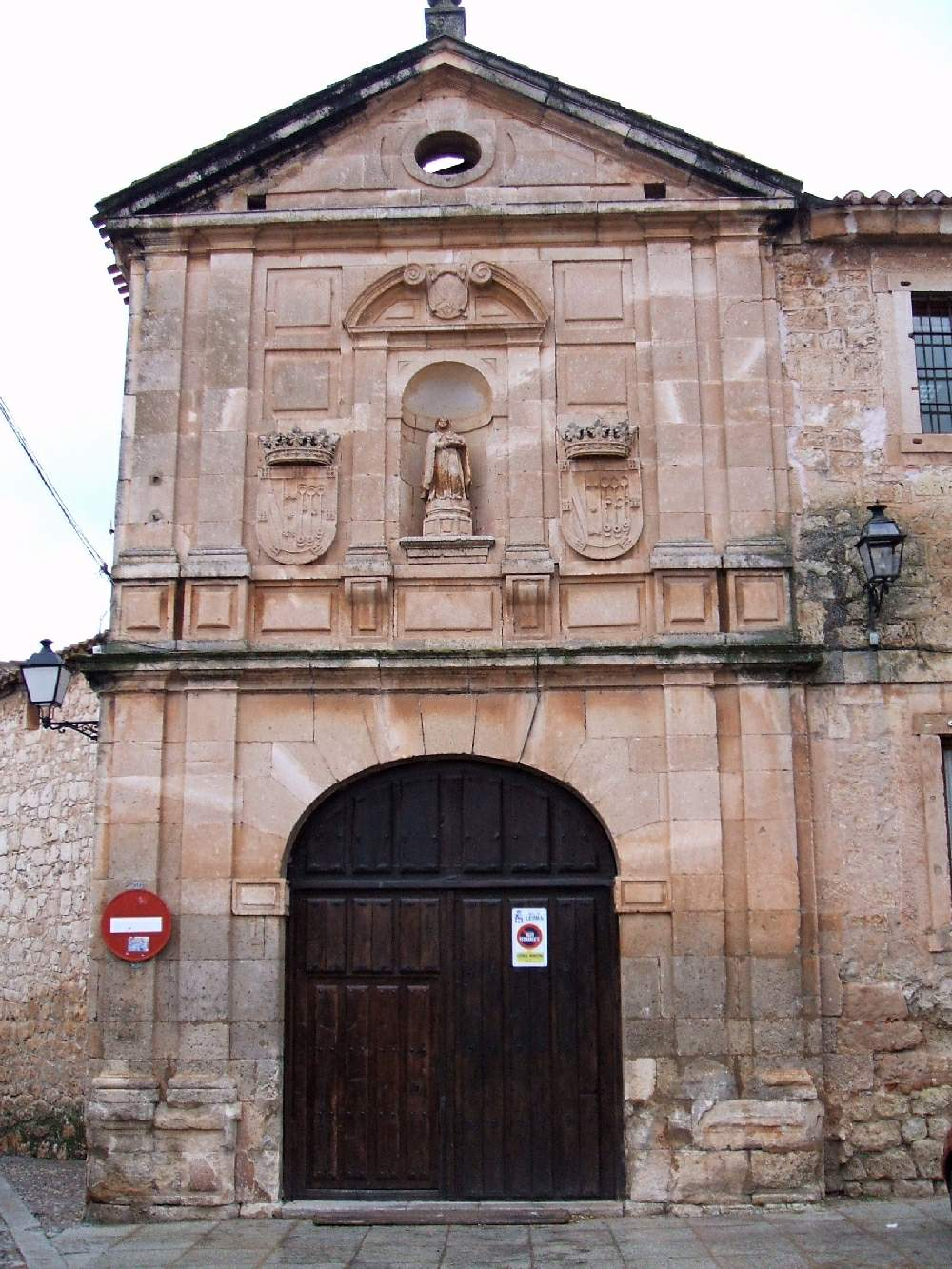
Portada
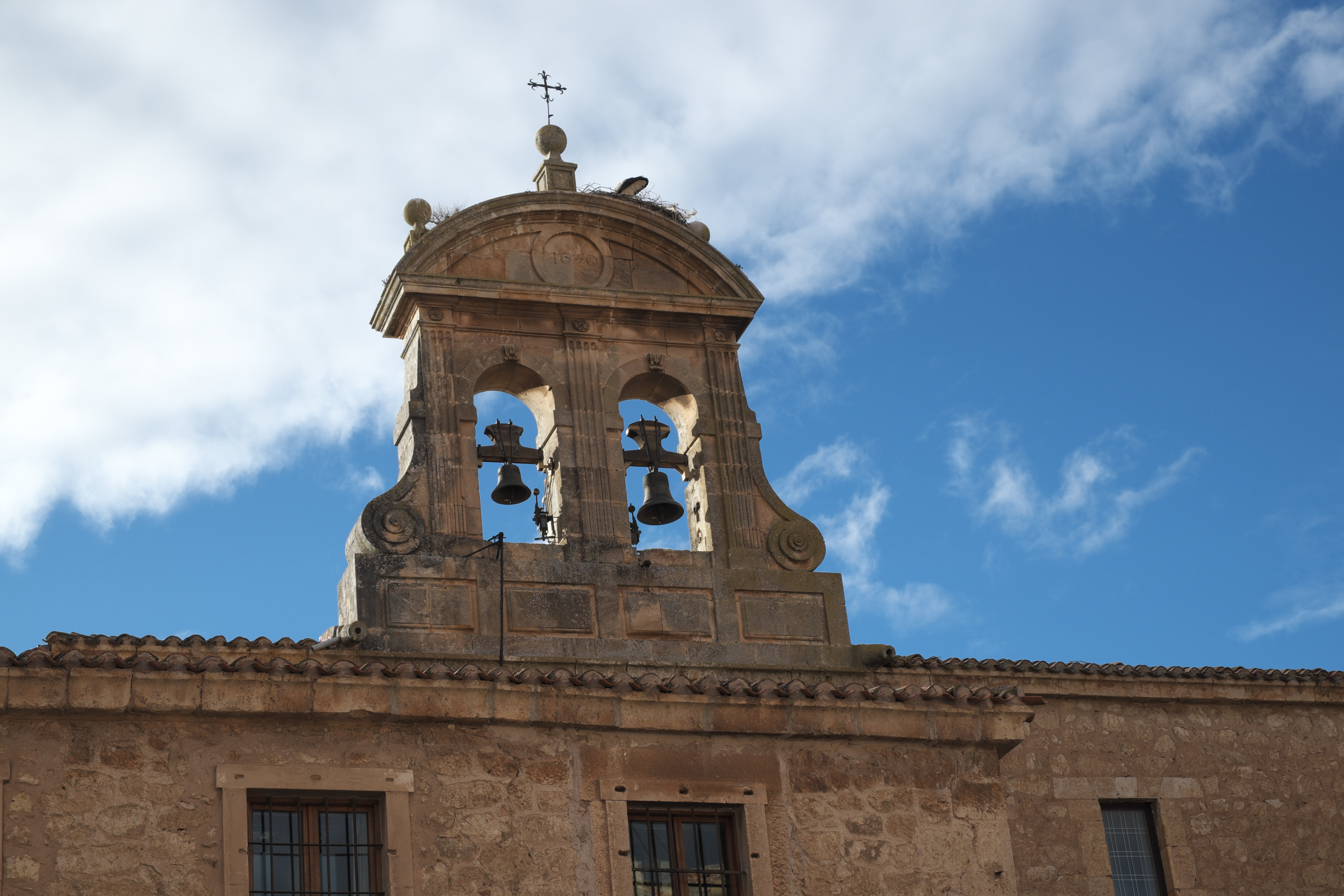
Espadaña
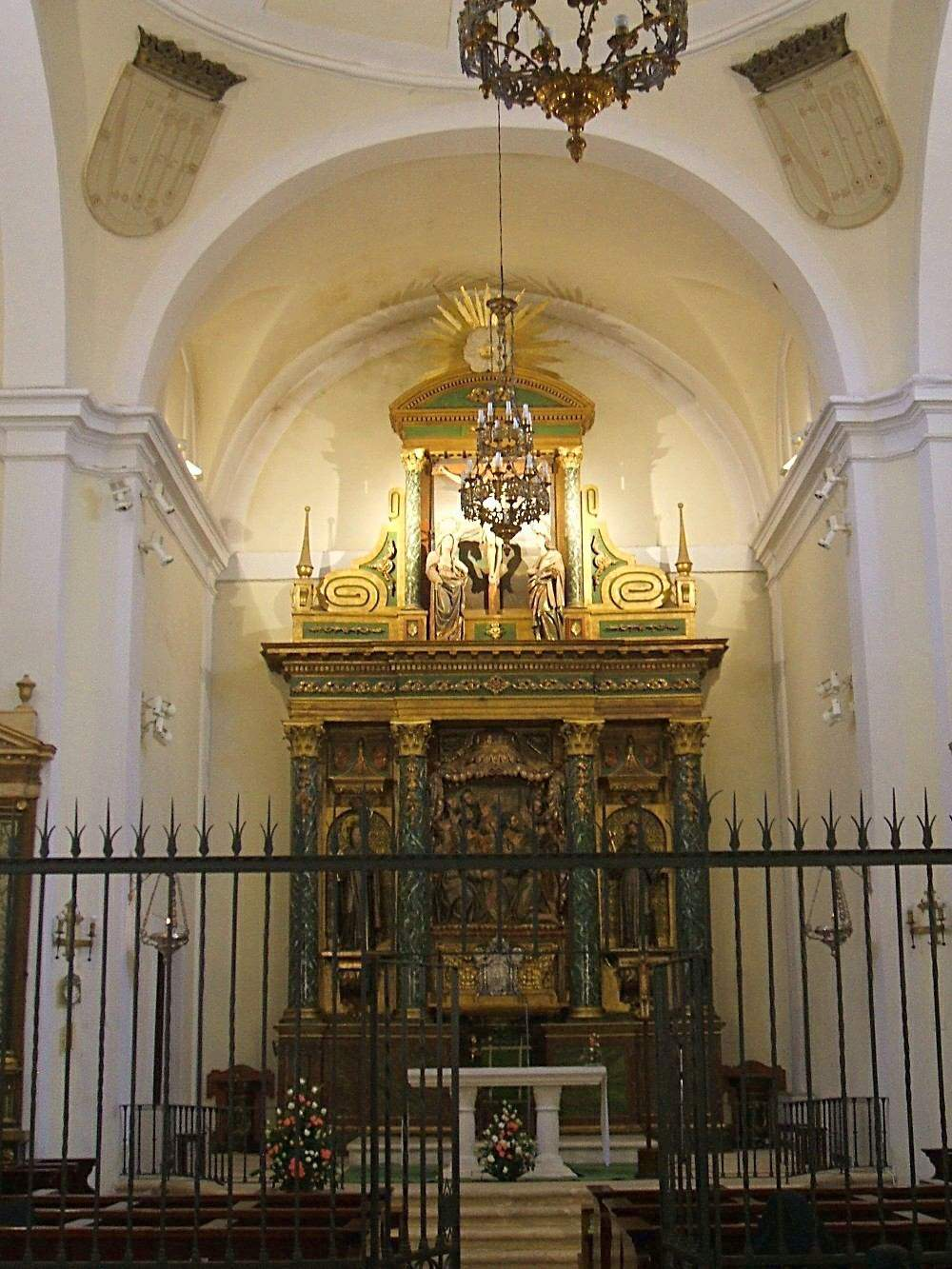
Iglesia

## Aumento de vocaciones clarisas
Más de 250 monjas jóvenes fueron iniciadas en la vida religiosa por la maestra de novicias Sor Verónica, la mayoría con estudios universitarios y venidas de toda España.
Debido al crecimiento de vocaciones, el monasterio de Lerma se quedó pequeño y fue imprescindible habilitar otro para dar cabida a todas las jóvenes novicias, instalándose la nueva comunidad de clarisas en el santuario de San Pedro Regalado de La Aguilera.
La discreción de su abadesa, sor Verónica, resultó un reclamo para quienes sienten la llamada a la vida contemplativa.

(...) Sólo puedo decir cosas buenas, de verdad, no sé por qué hay gente que se empeña en pensar que hay algo raro. Han elegido esa vida y son felices, muy felices. Dentro se vive una fraternidad increíble, donde rebosa el cariño y el amor...

## Fundación de Iesu Communio
Tanto el monasterio autónomo de la Ascensión de Nuestro Señor Jesucristo de Lerma como el santuario de San Pedro Regalado de La Aguilera, son transformados en el nuevo instituto religioso de derecho pontificio Iesu Communio, que acogerá a las hasta entonces clarisas de Lerma y La Aguilera.
Se aprobaron y confirmaron las constituciones del nuevo instituto ad experimentum por cinco años.
La madre Verónica María Berzosa fue reconocida como fundadora y confirmada como Superiora general del nuevo instituto.